# Лорі Рой
Лорі Рой (англ. Lori Roy; нар. 1965, Мангеттен, штат Канзас) — американська письменниця, авторка детективних романів та творів південної готики. З 2011 року випустила п'ять книг та два оповідання. Письменниця двічі здобула премію Едгара Алана По, що зробило Лорі першою письменницею, яка отримала премії в номінації «Найкращий перший роман американського письменника» і «Найкращий роман», та третім письменником, якому це вдалося. Крім цього, її твори двічі називали видатними кримінальними книгами New York Times і включали до різних списків найкращих творів і списків книг для читання влітку.

## Кар'єра
Після закінчення навчання на фінансовій програмі в Канзаському університеті Лорі Рой була прийнята на роботу в Hallmark Cards і працювала в бухгалтерії. У середині 1990-х років Рой та її родина переїхали з Канзас-Сіті до Тампа-Бей, Флорида. Перебуваючи в Тампа-Бей, Лорі Рой закінчила свою бухгалтерську кар'єру та здебільшого приділяла час вихованню дітей.
Під час письменницької кар'єри The Chattahoochee Review опублікував одне з її оповідань. Вона відвідувала численні семінари для письменників у коледжі Екерд. Рой написала два романи та одне оповідання, які ніколи не були опубліковані.
У 2011 році «Bent Road» стала першою книгою письменниці, яка була опублікована і за яку Лорі Рой отримала премію Едгара за «Найкращий перший роман».
У 2013 році Рой опублікувала «Until She Comes Home» та у 2015 році «Let Me Die in His Footsteps». Крім того, письменниця опублікувала «The Disappearing» у 2018 році та «Gone Too Long» у 2019 році. У 2021 році Лорі Рой була представлена в антології від організації Mystery Writers of America під назвою When A Stranger Comes To Town із твором «Do You Remember».

## Події та мотиви творів
Події роману «Bent Road» розгортаються в 1960-х роках у Канзасі, а «Until She Comes Home» — у 1950-х роках у Детройті. За основу роману «Bent Road» Лорі Рой використала своє раніше написане коротке оповідання, яке не було опубліковано. У книзі «Let Me Die in His Footsteps» Рой розгортає дії в 1930-х і 1950-х роках у Кентуккі. Події сучасних робіт письменниці «The Disappearing» і «Gone Too Long» відбуваються у Флориді та Джорджії відповідно.
Під час написання «The Disappearing» Рой зосередилася на окремих персонажах і підсумувала завершений зміст до того, як книга була повністю написана. Вона заснувала історію на кримінальному розслідуванні в школі Артура Г. Дозьєра для хлопчиків і вбивствах Теда Банді. У «Gone Too Long» письменниця зосередилася на Ку-клукс-клані та включила хронологію організації. Її книги написані в жанрах південної готики та містичної фантастики.

## Нагороди
У 2012 році «Bent Road» — премія Едгара Алана По за «Найкращий перший роман американського письменника». Книжка «Bent Road» також була названа однією з відомих книг Канзасу за 2012 рік Державною бібліотекою Канзасу. З «Until She Comes Home» Лорі Рой була номінована на премію Едгара Алана По за «Найкращий перший роман американського письменника». У 2016 році Рой отримала премію Едгара Алана По «Найкращий роман» за роман «Let Me Die in His Footsteps». Лорі Рой була першою жінкою-письменницею, яка отримала ці дві нагороди, і була третім автором, який отримав обидві нагороди Едгара По.